# Viața nu iartă
Viața nu iartă este un film românesc din 1959 regizat de Iulian Mihu și Manole Marcus după un scenariu propriu inspirat din nuvelele „Moartea tânărului cu termen redus”, „Întoarcerea tatălui din război” și „Câmpia de sânge a Mărășeștilor” ale lui Alexandru Sahia. Rolurile principale au fost interpretate de actorii Ilie Duțu, Nicolae Praida și Marius Rucăreanu.

## Distribuție
Distribuția filmului este alcătuită din:
- Ilie Duțu — Surdoiu, preot militar, decorat de mai multe ori în Primul Război Mondial și avansat la gradul de general de divizie, invalid de război, devenit ulterior paznicul mausoleului
- Nicolae Praida — Ștefan, secretar de redacție al unui ziar bucureștean
- Marius Rucăreanu — Ștefan copil, elev la școala generală
- Romulus Neacșu — Vladimir, tatăl lui Ștefan, învățător, erou al Primului Război Mondial
- Angela Chiuaru — soția lui Vladimir și mama lui Ștefan
- Emil Botta — generalul apatic, fostul comandant al școlii militare
- Vasile Ichim — Serdici, violonist, elev ofițer, camaradul de armată al lui Vladimir
- Dana Comnea — fata de la popotă, care-l iubește pe Serdici
- Vasile Nițulescu — căpitanul, ofițer instructor la școala militară
- Mircea Balaban — directorul școlii generale
- Lazăr Vrabie — Stoica, elev ofițer cu idei socialiste
- Mihail Arnăutu
- Vasile Florescu
- Coty Hociung (menționat Cotty Hociung)
- Cornelia Vămășescu
- Willy Retty
- Mircea Podurizeanu
- Silviu Weintraub

## Primire
Filmul a fost vizionat de 1.232.040 de spectatori în cinematografele din România, după cum atestă o situație a numărului de spectatori înregistrat de filmele românești de la data premierei și până la data de 31 decembrie 2014 alcătuită de Centrul Național al Cinematografiei.